# Richard Schoen
Richard Melvin Schoen (gesprochen Schejn; * 23. Oktober 1950 in Celina in Ohio) ist ein US-amerikanischer Mathematiker, der sich mit globaler Analysis und Differentialgeometrie beschäftigt.

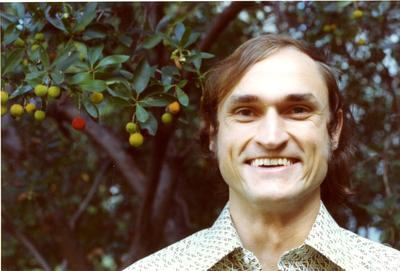
Richard Schoen

Schoen wurde 1977 an der Stanford University bei Leon Simon und Shing-Tung Yau promoviert (Existence and Regularity Theorems for some Geometric Variational Problems). Danach war er Assistant Professor am Courant Institute of Mathematical Sciences of New York University. 1979/80 war er am Institute for Advanced Study. In den 1980er Jahren war er Professor an der University of California, Berkeley, danach an der Stanford University, wo er Robert M. Bass Professor of Humanities and Sciences war. Er ist seit 2014 Distinguished Professor an der University of California, Irvine.
1979 bewies Schoen mit Yau die Positivität der Energie in der Allgemeinen Relativitätstheorie. Einen alternativen Beweis gab Edward Witten 1981 und Erweiterungen wurden von verschiedenen Mathematikern und Physikern (wie Stephen Hawking, Gary Horowitz, Malcolm Perry) bewiesen. 1984 löste er das Yamabe-Problem für kompakte Mannigfaltigkeiten vollständig, aufbauend auf Arbeiten mit Yau und von Thierry Aubin und Neil Trudinger. Es besagt, dass jede Riemannmetrik einer glatten, kompakten Mannigfaltigkeit mit drei oder mehr Dimensionen konform zu einer Metrik konstanter skalarer Krümmung ist. 2007 bewiesen Simon Brendle und Richard Schoen das Differentiable Sphere Theorem. Es besagt, dass eine vollständige, einfach zusammenhängende n-dimensionale Riemannsche Mannigfaltigkeit, deren Schnittkrümmung (Sectional Curvature) K größer als 1⁄4 und kleiner oder gleich 1 ist (K=1 entspricht der Sphäre), diffeomorph zur n-Sphäre ist.
1983 erhielt er eine MacArthur Fellowship. 1988 wurde er in die American Academy of Arts and Sciences gewählt, 1991 in die National Academy of Sciences. 1989 erhielt er den Bôcher Memorial Prize. 2017 wurden ihm der Wolf Prize in Mathematik sowie der Rolf-Schock-Preis in Mathematik verliehen. Ebenfalls für 2017 wurden ihm der Heinz-Hopf-Preis und die Lobatschewski-Medaille zugesprochen. Er war Gastredner auf dem Internationalen Mathematikerkongress 1986 in Berkeley (New Developments in the theory of geometric partial differential equations) und 1983 in Warschau (Minimal surfaces and positive scalar curvature). 2010 hielt er einen Plenarvortrag auf dem Internationalen Mathematikerkongress in Hyderabad (Riemannian manifolds of positive curvature). Er ist Fellow der American Mathematical Society. 1979 wurde er Forschungsstipendiat der Alfred P. Sloan Foundation (Sloan Research Fellow).